# Jesualdo Ferreira
Jesualdo Ferreira je portugalský fotbalový trenér, aktuálně bez angažmá. Dříve působil v mnoha portugalských týmech, včetně tzv. "Velké Trojky" (Benfica, Sporting a Porto). V zahraničí pak působil v Maroku, Španělsku, Řecku, Egyptě, Kataru a Brazílii, jako asistent i ve Francii. V devadesátých letech 20. století pracoval také u portugalské reprezentace do 21 let, jako asistent u portugalského A-týmu a i jako hlavní trenér Angoly .